# 송기욱
송기욱(宋基郁, 1962년 11월 17일, 경기도 가평군 가평읍 대곡리 ~ )은 대한민국의 정치인이다. 제8대 가평군의원, 제8대 경기도의원을 역임했다.

## 학력
- 가평국민학교 61회 졸업
- 고등학교 졸업학력 검정고시 (합격)
- 한림성심대학교 행정학과 졸업

## 경력
- 해성당 운영
- 아젤리아 펜션 대표
- 가평로타리 클럽 29대 회장
- 팔당호 수질정책협의회 가평군 주민대표
- 팔당호 규제개선을 위한 경기연합 공동대표
- 한강지키기운동본부 가평군 공동본부장
- 가평군 범시민연대 수석대표
- 가평군 범군민대책위원회 대책위원장
- 한국지체장애인협회 가평군지회 자문위원장
- 가평군 경춘선복선전철 대책위원회 집행위원
- 대한민국 고엽제전우회 가평군지회 자문위원
- 가평군 리틀야구단 운영위원
- 가평읍 상가번영회 회장
- 가평군 여행관광(펜션, 민박)협회 수석운영위원
- 민주당 경기도당 가평군·양평군 지역위원회 상임고문
- 민주당 중앙당 지속가능발전위원회 부위원장
- 2013.04 ~ 2014.06 제8대 경기도의회 의원
- 2013.04 ~ 2014.06 제8대 경기도의회 후반기 보건복지공보위원회 위원
- 가평군 클린농업대학 5기 수료
- 민주평화통일자문회의 가평군 협의회 자문위원
- 2018.07 ~ 2022.06 제8대 경기도 가평군의회 의원
- 2018.07 ~ 2020.07 제8대 경기도 가평군의회 전반기 의장
- 2020.07 ~ 2022.06 제8대 경기도 가평군의회 후반기 의회운영위원회 위원
- 2020.07 ~ 2022.06 제8대 경기도 가평군의회 후반기 예산결산특별위원회 위원

## 수상
- 대한민국 유권자 대상 2회 수상

## 역대 선거 결과
|  | 24.50% |

|  | 53.84% |

|  | 18.48% |

|  | 32.79% |

|  | 22.51% |